# Deux Nigauds en Afrique
Pour plus de détails, voir Fiche technique et Distribution.
Deux Nigauds en Afrique  (Africa Screams) ou Abbott et Costello en Afrique est un film d'aventure comique américain réalisé par Charles Barton et sorti en 1949. Abbott et Costello en sont les acteurs principaux. C'est une parodie des films de safari. Le titre original fait référence au documentaire américain de 1930 Africa Speaks! Le film est tombé dans le domaine public en 1977.

## Synopsis
Diana Emerson (Hillary Brooke) visite la section livres du grand magasin Klopper à la recherche d'une copie de Dark Safari du célèbre explorateur Cuddleford. Elle dit au vendeur, Buzz Johnson (Bud Abbott), qu'elle paierait 2 500 $ pour une carte qui s'y trouvait. L'ami et collègue de Buzz, Stanley Livington (Lou Costello), un prétendu explorateur, a lu le livre et dit se souvenir d'une carte. Buzz amène Stanley chez Diana pour dessiner la carte, mais quand il entend Diana offrir à Clyde Beatty 20 000 $ pour mener une expédition et capturer un singe géant légendaire, Buzz se rend compte que la carte vaut considérablement plus de 2 500 $. Buzz demande une somme plus élevée ainsi que de rejoindre le safari avec Stanley.
Ils se rendent au Congo avec l'équipe d'explorateurs de Diana, notamment Harry (Joe Besser), "Boots" Wilson (Buddy Baer ), "Grappler" McCoy (Max Baer) et Gunner (Shemp Howard), un chasseur professionnel myope. Quand il apprend que le véritable objectif de l'expédition n'est pas le singe géant mais une fortune de diamants, Buzz renégocie à nouveau leur accord. Cependant, il s'avère que la carte dont Stanley se souvient est une carte qu'il a dessiné lui-même de l'itinéraire vers son travail chez Klopper. Cependant, Stanley se souvient de détails du livre qui conduit le groupe à la région qui intéresse Diana.
Une tribu cannibale trace une piste de diamants pour attirer Buzz et Stanley afin de les capturer. Les garçons sont secourus par un gorille reconnaissant (Charles Gemora) que Stanley avait sauvé  de l'un des pièges de Frank Buck par inadvertance. Le chef cannibale offre des diamants à Diana en échange de Stanley (l'interprète du chef cannibale explique que ce dernier trouve le petit gros Stanley appétissant). Stanley s'enfuit, tandis que Buzz récupère les diamants et les cache. Alors que les explorateurs et les cannibales poursuivent Stanley, le singe géant, qu'ils considéraient comme un simple mythe, les fait fuir. Le gorille amical, quant à lui, récupère les diamants de Buzz avant que ce dernier ne le puisse. Désemparé par la perte de son trésor, Buzz abandonne Stanley dans la jungle.
Plus tard, de retour aux États-Unis, Stanley, qui semble prospère, possède son propre gratte-ciel. Buzz y travaille comme opérateur d'ascenseur. Le partenaire de Stanley n'est autre que le gorille qui avait récupéré les diamants.

## Fiche technique
- Titre : Deux Nigauds en Afrique
- Titre original : Africa Screams
- Réalisateur : Charles Barton
- Scénario : Earl Baldwin
- Production : Huntington Hartford et Edward Nassour
- Musique : Walter Schumann
- Budget : 500 000 $
- Recettes au box-office : 1,5 million $
- Date de sortie : États-Unis : 4 mai 1949

## Distribution

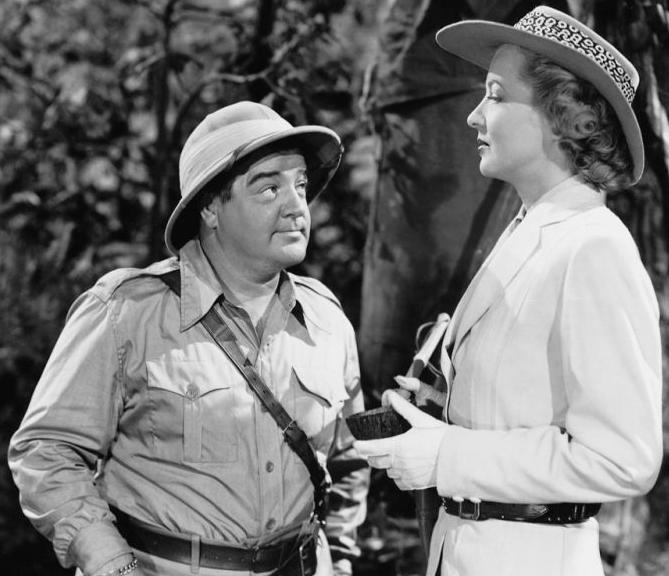
Lou Costello et Hillary Brooke dans une scène du film.

- Bud Abbott : Buzz Johnson
- Lou Costello : Stanley Livington
- Clyde Beatty : lui-même
- Frank Buck : lui-même
- Max Baer : Grappler McCoy
- Buddy Baer : Boots Wilson
- Hillary Brook : Diana Emerson
- Shemp Howard : Gunner
- Joe Besser : Harry
- Burton Wenland : Bobo
- Charles Gemora : Le Singe

## Production et histoire
Deux Nigauds en Afrique est filmé du 10 novembre au 22 décembre 1948 aux Nassour Studios de Los Angeles. Le film est produit par l'héritier des supermarchés A & P, Huntington Hartford. C'est le deuxième film financé indépendamment par Abbott et Costello sous contrat avec Universal, et il est publié par United Artists. Clyde Beatty fournit ses propres animaux pour le film.
Le gorille affectueux de l'intrigue secondaire devait d'abord être une guenon qui poursuivait Costello. Cependant, les censeurs de Joseph I. Breen qui appliquaient le Code Hays à Hollywood ont exigé que le sexe du gorille soit changé parce qu'ils pensaient que la poursuite d'un homme par une femelle serait comparable à de la bestialité.
Deux Nigauds en Afrique marque la première collaboration d'Abbott et Costello avec Hillary Brooke et Joe Besser ; les deux acteurs joueront plus tard dans série télévisée du duo, The Abbott and Costello Show. C'est aussi le seul film où Shemp Howard et Joe Besser apparaissent ensemble ; Besser remplacera Howard dans le rôle d'un des Trois Stooges après la mort de ce dernier en 1955.
Le film est acheté en 1953 par Robert Haggiag, un distributeur indépendant à New York. Haggiag ne renouvelle pas les droits d'auteur par manque d'intérêt envers le film, qui tombe dans le domaine public en 1977. L'auteur et historien du film Bob Furmanek contacte Haggiag à la fin des années 1980 et obtient le film en nitrate d'origine. La plupart des négatifs originaux s'étaient décomposés, mais le grain fin en nitrate était toujours utilisable. Il le fait transférer au format 35 mm pour le conserver.

## Sorties domestiques
Ce film fait partie du domaine public et a été réédité plusieurs fois en VHS et DVD par des sociétés différentes. Une campagne Kickstarter pour restaurer le film en Blu-ray est lancée par Bob Furmanek le 1er décembre 2019 et atteint son objectif initial de 7 500 $ en environ 29 heures. La sortie du Blu-ray est prévue au printemps 2020.